# 郑思明
郑思明（？—？），名彻，荥阳郡开封县（今河南省开封市祥符区）人，出自荥阳郑氏北祖第五房，北魏官员。

## 生平
郑思明的父亲郑连山个性严酷暴虐，鞭打家中的家童和仆人，其残酷超过做人的道德规范。郑连山后来与儿子同时为家奴害死，头被弄断扔进马槽下，家奴骑马向北逃走。郑思明骁勇擅长骑射，披头散发率领村兵骑马迅速追赶，一直追赶到黄河。家奴乘马投入河水中，郑思明阻止跟从的人放箭，自己亲自射出一箭并射中，家奴从马上落下来掉入水流中，众人将家奴捉拿捆绑至郑连山家中，将他斩成肉酱。
郑思明与弟弟郑思和一起以武功自求效力，郑思明官至骁骑将军、直閤将军。太和二十二年三月，齐明帝萧鸾派裴叔业进攻涡阳，三月乙未（498年4月20日），魏孝文帝元宏诏令郑思明、严虚敬、宇文福等三支军队增援。郑思明后因为弟弟郑思和参与元禧的谋反连带受罚被流放到边境，得到赦免，在家中去世，朝廷赠予冠军将军、济州刺史。

## 家庭

### 兄弟姐妹
- 郑思和
- 郑季长

### 子女
- 郑先护，北魏左卫将军、署理骠骑将军、大都督、平昌郡公
- 郑氏，嫁北魏定州主薄、博陵郡巨鹿郡赵郡三郡太守李弼[6]